# Brooksville (Blount County, Alabama)
Brooksville ist ein gemeindefreies Gebiet im Blount County im Bundesstaat Alabama in den Vereinigten Staaten.

## Geographie
Brooksville liegt im Norden Alabamas im Süden der Vereinigten Staaten.
Nahegelegene Orte sind unter anderem Snead (6 km südöstlich), Susan Moore (7 km südöstlich), Holly Pond (10 km westlich), Blountsville (10 km südwestlich) und Douglas (11 km östlich). Die nächste größere Stadt ist mit 212.000 Einwohnern das etwa 65 Kilometer südlich entfernt gelegene Birmingham.

## Geschichte
Der Ort wurde nach dem Siedler Henry Brooks benannt, der sich hier niederließ.

## Verkehr
Brooksville liegt an einer Straßenkreuzung, an der die gemeinsame in West-Ost-Richtung verlaufende Trasse des U.S. Highway 278 und der Alabama State Route 74 mit der in Nord-Süd-Richtung verlaufenden Alabama State Route 79 kreuzt. Etwa 4 Kilometer westlich besteht Anschluss an den U.S. Highway 231.
Etwa 20 Kilometer nordöstlich befindet sich der Albertville Regional Airport sowie 22 Kilometer südlich der Flughafen Robbins Field.